# 秋本翼
秋本 翼（あきもと つばさ、1991年11月11日 – ）は、日本のグラビアアイドル。東京都出身。

## 略歴
2012年にDVD『翼をください』をリリースしデビュー。スレンダーな体躯ながら、露出度の高い衣装を着用し注目を浴びる。スポーツ紙では「シュールな姿で、エロくても笑顔」と評される。

## 人物
趣味はカラオケ、特技は書道。学生時代の部活はテニス部。

## 作品

### イメージビデオ
※タイトル太字はBD版のあるもの
- 翼をください（2012年9月21日、竹書房） - EAN 4985914414715
- 天使の誘惑 -翼の折れたエンジェル-（2012年12月14日、スパイスビジュアル） - EAN 4560207763338
- angel feather（2013年3月29日、エスデジタル） - EAN 4571346002905
- 天使の誘惑〜天使のかなたへ〜（2013年6月28日、スパイスビジュアル） - EAN 4560207766797
- 天使の誘惑〜あなたに翼を〜（2013年8月23日、スパイスビジュアル） - EAN 4560207767350
- FLY Wing of Destiny（2013年9月30日、アクアハウス） - EAN 4580109402708
- つばさのスケッチ・ラブ 〜大胆とセクシーのスケッチ〜（2013年12月27日、エスデジタル） - EAN 4571346003919
- もっと翼を（2014年3月22日、竹書房） - EAN 4985914416238
- 鼓動〜翼のMなセカイ〜（2014年6月27日、スパイスビジュアル） - EAN 4560207769873
- 混浴気分vol.14（2014年8月28日、オルスタックソフト販売） - EAN 4580363349856
- 思いのままに…（2014年10月31日、エスデジタル） - EAN 4571346004800
- 翼の限界（2015年1月23日、キングダム） - EAN 4582223534921
- 素顔のままで（2015年3月27日、キングダム） - EAN 4582223539353
- 翼inドバイ（2015年5月29日、キングダム） - EAN 4582223539490
- シェヘラザード（2015年7月31日、キングダム） - EAN 4582223539681
- モロッコ（2015年10月9日、キングダム） - EAN 4582223539858
- 無修正〜バリ島編〜（2015年12月28日、キングダム） - EAN 4582223537694
- 無修正〜ドバイ編〜 〜モロッコ編〜（2016年2月26日、キングダム） - EAN 4582223537984
- お待たせです（2016年12月10日、IMPACT） - EAN 4571472430894
- picaresque――彼女の小悪魔な魅力（2017年2月25日、エアコントロール） - EAN 4538806026772
- もう脱ぐんですか?（2017年4月25日、ウーノ） - EAN 4560377561567
- 妄想美少女（2017年6月25日、ウーノ） - EAN 4560377561727
- Passion（2017年8月20日、タスクビジュアル） - EAN 4582277843581
- 密撮（2017年11月5日、渋谷プロモーション） - EAN 4571472432157
- 私立H学園（2018年12月25日、エアコントロール） - EAN 4538806032698
- 翼のナイショの撮影会（2019年2月25日、フェイス） - EAN 4573114880524
- 秋本翼とイケナイ関係（2019年4月23日、クレイン） - EAN 4589669817540
- Wing for you〜（2019年8月23日、キングダム） - EAN 4571436966179
- 憧れのモルディブ（2019年10月25日、キングダム） - EAN 4571436966407
- pillow talk（2019年12月27日、キングダム） - EAN 4571436966636
- asian beauty（2020年2月21日、キングダム）- EAN 4571436966810
- フレンチ・ラブ（2020年4月17日、キングダム）- EAN 4571436967077
- パリで一緒に（2020年6月25日、キングダム）- EAN 4571436967220
- 千年の恋（2020年8月28日、キングダム）- EAN 4571436967480
- KISS ME（2020年10月23日、キングダム）- EAN 4571436967633
- 秋本翼とラブホテル（2020年12月28日、クレイン）- EAN 4570066051149
- 彼女（2021年2月19日、メディアアーツ）- EAN 4547770024189
- Newly Married（2021年4月28日、クレイン）- EAN 4570066051774
- Love me（2021年6月25日、キングダム）- EAN 4571436968296
- BLUE WING（2021年8月27日、キングダム）- EAN 4571436968487
- pixie（2021年10月22日、キングダム）- EAN 4571436968593
- ボヘミアン（2021年12月31日、キングダム）- EAN 4571436968838
- つばさの接写倶楽部（2022年2月25日、FACE）- EAN 4573114882207
- Spread Wings（2022年4月30日、High Grade）- EAN 4570066053914
- luxury（2022年6月17日、メディアアーツ）- EAN 4547770025063
- 翼はキャンプ女子（2022年8月31日、High Grade））- EAN 4570066054607
- Legendary Goddess（2022年11月30日、High Grade）- EAN 4570066055161
- 翼・ヒーリング（2023年1月20日、M.B.D）- EAN 4547770025421
- Wing Memory（2023年3月31日、High Grade) - EAN 4570066055864
- 哀愁ララバイ（2023年5月26日、キングダム) - EAN 4571436968838
- リップサービス（2023年7月21日、キングダム) -EAN 4570178530341
- 僕の猟奇的な彼女（2023年9月30日、High Grade) -EAN 4570066056946
- 翼のゆくえ（2023年12月23日、grace) -EAN 4580244815852
- 翼マニア（2024年2月9日、キングダム) -EAN 4570178530846
- Eternity ring〜永遠の愛（2024年5月24日、M.B.D）- EAN 4547770026299
- 究極エロ革命（2024年7月19日、キングダム) -EAN 4570178531195
- プライベートクルーズ（2024年9月6日、キングダム) -EAN 4570178531331
- 永遠彼女（2024年12月31日、High Grade) -EAN 4570066059564
- Seven Changes～翼の色はレインボー（2025年2月21日、メディアブランド) -EAN 4547770026855
- 僕だけの翼（2025年4月30日、High Grade) -EAN 4570066060103
- Japan Looner Girls Collection Vol.13（2025年5月28日、クレイン）-EAN 4570066060400　他出演：柚月彩那、ムチ天使えまにゃん、北川瑠夏 ※ BDのみ
- Japan Looner Girls Collection Vol.16（2025年7月28日、クレイン）-EAN 4570066060714　他出演：柚月彩那、一ノ瀬りこ、姫乃胡桃 ※ BDのみ

### 動画・限定
- プールでLOVELY (2021年7月21日、キングダム)
- Deep Impact (2021年10月27日、キングダム)
- ツンツン遊戯 (2022年1月14日、キングダム)
- エキサイティングシャワー (2022年4月9日、キングダム)
- フルーツの液体 (2022年8月25日、キングダム)
- リミックス～モルディブ編①～(2023年8月12日、キングダム)※Wing for youチャプター1を再編集
- リミックス～モルディブ編②～(2023年8月12日、キングダム)※Wing for youチャプター2を再編集
- リミックス～モルディブ編③～(2023年8月12日、キングダム)※Wing for youチャプター3を再編集
- リミックス～モルディブ編④～(2023年8月13日、キングダム)※Wing for youチャプター4を再編集
- リミックス～モルディブ編⑤～(2023年8月13日、キングダム)※Wing for youチャプター5を再編集
- リミックス～モルディブ編⑥～(2023年8月13日、キングダム)※Wing for youチャプター6を再編集
- リミックス～モルディブ編⑦～(2023年8月13日、キングダム)※Wing for youチャプター7を再編集
- ニンジン大好き (2024年2月29日、キングダム)
- シャワー気持ちイイ (2024年3月1日、キングダム)
- ベッドで恋して (2024年4月9日、キングダム)
- 吸引機好き (2024年5月10日、キングダム)
- Apple play (2024年7月17日、キングダム)
- 筆が感じるの！！ (2024年8月10日、キングダム)

### VR動画
- あなたとふたりで vol.2（2017年8月20日、Booyah!）
- ギリギリすぎる関係（2020年9月11日、CASANOVA）
- 君と過ごす初めての夜は長い（2020年9月18日、CASANOVA）

### デジタル写真集
- Gz PRESS デジタル写真集 No.060 秋本翼: ナース（2019年6月27日、サーティースリー）
- Gz PRESS デジタル写真集 No.072 秋本翼: マイクロビキニ（2019年6月28日、サーティースリー）
- 競これ競泳水着これくしょん秋本翼 Vol.01①（2021年4月1日、デジタル出版）
- 競これ競泳水着これくしょん秋本翼 Vol.01②（2021年4月1日、デジタル出版）
- 制これOL制服これくしょん秋本翼 Vol.01①（2021年4月1日、デジタル出版）
- 制これOL制服これくしょん秋本翼 Vol.01②（2021年4月1日、デジタル出版）
- Me （2022年4月10日、BOOTH）※外部リンク参照
- 君と、ずっと。（2022年10月28日、プレステージ出版、撮影：comeme）
- Gz PRESS デジタル写真集 No.786 秋本翼: ビキニ（2024年11月9日、サーティースリー）
- Gz PRESS デジタル写真集 No.792 秋本翼: オフィスレディ（2024年11月14日、サーティースリー）
- Gz PRESS デジタル写真集 No.798 秋本翼: ショートパンツ（2024年11月18日、サーティースリー）
- Gz PRESS デジタル写真集 No.804 秋本翼: コスプレ（2024年11月25日、サーティースリー）
- Gz PRESS デジタル写真集 No.810 秋本翼: 競泳水着（2024年12月1日、サーティースリー）
- Gz PRESS デジタル写真集 No.816 秋本翼: ルームウエア（2024年12月6日、サーティースリー）
- Gz PRESS デジタル写真集 No.822 秋本翼: ワンピース（2024年12月17日、サーティースリー）

### NFT
- 10th Anniversary Collection （2022年3月25日、OpenSea）※外部リンク参照